# 왕하이빈
왕하이빈(중국어 간체자: 王海滨, 정체자: 王海濱, 병음: Wáng Hǎibīn, 한자음: 왕해빈, 1973년 12월 15일~)은 중화인민공화국의 펜싱 선수, 지도자로 주 종목은 플뢰레이다. 2000년, 2004년 하계 올림픽에서 단체전 은메달을 획득하였다. 은퇴 후 자신의 이름을 딴 펜싱팀을 세운 후 펜싱 코치로 일했으며, 현재 중국 펜싱 협회 회장을 맡고 있다.